# São João Maria Vianney (título cardinalício)
São João Maria Vianney (em latim: Sancti Ioannis Mariæ Vianney) é um título cardinalício instituído em 18 de fevereiro de 2012, pelo Papa Bento XVI.

## Titulares protetores
- Rainer Maria Woelki (2012- )